# Yaginumaella hyogoensis
Yaginumaella hyogoensis là một loài nhện trong họ Salticidae.
Loài này thuộc chi Yaginumaella. Yaginumaella hyogoensis được Bohdanowicz & Jerzy Prószyński miêu tả năm 1987.